# Werner Krause (Politiker, 1932)
Werner Krause (* 24. August 1932 in Rastenburg, Ostpreußen; † 10. April 2014 in Berlin) war ein deutscher Politiker (SPD).
Werner Krause machte zunächst eine Lehre als Branntweinbrenner. Er besuchte dann die Arbeiter-und-Bauern-Fakultät und machte 1955 sein Abitur. Anschließend studierte er Chemie an der Universität Greifswald, wo er 1962 als Diplom-Chemiker abschloss. Er wurde wissenschaftlicher Assistent und promovierte 1970 als Dr. rer. nat. Zuletzt arbeitete er an der Berliner Charité in der experimentellen medizinischen Forschung.
Im Zuge der Wende in der DDR trat Krause 1990 der Sozialdemokratischen Partei (SDP) bei. Bei der ersten freien Ost-Berliner Wahl im Mai 1990 wurde er in die Berliner Stadtverordnetenversammlung gewählt. Auch bei der nun gemeinsamen Wahl im Dezember 1990 konnte er das Direktmandat im Wahlkreis 3 im Bezirk Hellersdorf gewinnen. Bei der folgenden Wahl 1995 verlor Krause seinen Wahlkreis gegen Petra Pau (PDS). Erst als Christine Bergmann im Oktober 1998 Bundesministerin wurde, konnte Krause im Parlament nachrücken. Ein Jahr später schied er endgültig aus.